# Tyska nationalliberala partiet

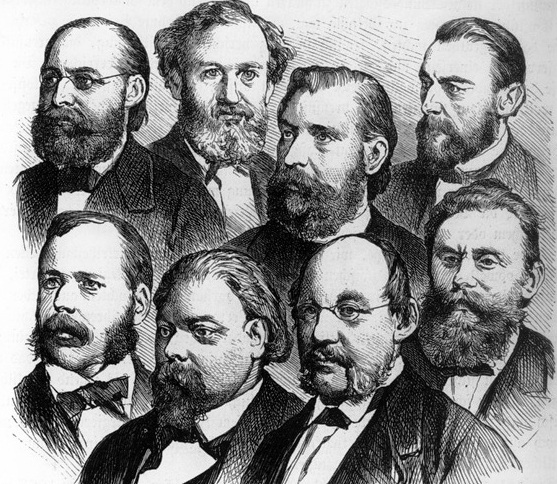
Nationalliberalernas ledande politiker övre raden från vänster till höger: Wilhelm Wehrenpfennig, Eduard Lasker, Heinrich von Treitschke, Johannes Miquel, nedre raden från vänster till höger: Franz von Roggenbach, Karl Braun, Rudolf von Gneist, Ludwig Bamberger.

Tyska nationalliberala partiet (tyska Die deutsche nationalliberale partei) som var ett av de stora politiska partierna i Kejsardömet Tysklands, bildades visserligen redan några år före riksenhetens genomförande, men dess tillkomst är på det närmaste förknippad med förberedelserna för och genomförandet av tyska enhetsverket. Partiet grundades av personer som tidigare hade tillhört Fortschrittspartiet.

## Partiets grundande
Motståndet mot Otto von Bismarcks nationella politik hade i Preussen börjat mattas efter de stora militära framgångarna i tyska enhetskriget 1866, och en omsvängning i stämningen inträffade på hösten samma år, då den stora preussiska författningskonflikten avslutades och Bismarck genom den så kallade indemnitetslagens antagande 3 september 1866 fick möjlighet att fortsätta på den väg han valt. En stor del av det preussiska framstegspartiets medlemmar greps av den nationella rörelsen, övergav sin gamla liberala partidoktrinarism och beslöt att söka förena liberala grundsatser med den nyvaknade nationella politiken. Kort efter indemnitetslagens antagande utfärdade 24 deputerade – 15 från framstegspartiet och 9 från centerns vänstra flygel – i slutet av september 1866 en förklaring angående motiven för, att de röstat för regeringen, varvid de särskilt betonade nödvändigheten att stödja regeringen i dess mot ett verkligt enande av riket syftande utrikespolitik.
Den 17 november 1866 konstituerade sig undertecknarna av denna förklaring som en särskild fraktion och kallade sig die nationale partei (nationalpartiet). Med dem förenade sig under valkampanjen före valen till Nordtyska förbundets riksdag ett antal icke-preussiska liberaler, i främsta rummet de kring Rudolf von Bennigsen samlade hannoverska ”nationalliberalerna”, vilka tagit till uppgift att stödja enhetsverket, oberoende av gamla motsättningar och slitningar. Det från kungariket Hannover stammande namnet togs som gemensam partibeteckning, och 12 juni 1867 fastställdes partiets första grundlinjer. Dess valspråk angavs så: ”Tyska staten och tyska friheten måste samtidigt vinnas med samma medel”. Det nyskapade nordtyska förbundet förklarades vara ”det första oumbärliga steget på vägen till den i frihet och makt befästa tyska staten”. Sydtysklands biträde måste man med alla krafter eftersträva.
De följande årens stora omvälvningar gick i yttre avseende i den riktning, som nationalliberalerna eftersträvat. Samtidigt som de medverkade till att lägga en säker militär grund för riket, hävdade de med fasthet sina liberala grundsatser. Härigenom kom de många gånger i inre frågor i opposition mot Bismarck, vars utrikespolitik efter enhetsverkets genomförande de i stort sett gillade. När socialistlagen framlades inför riksdagen i maj 1878, uppträdde nationalliberala partiet bestämt däremot och bar en dryg andel i förslagets fall.

## Secessionisterna bryter sig ur partiet 1880
Vid de därpå följande nya valen led det stora förluster, och riksdagrepresentationen sjönk från 137 till 106 ledamöter. Dess majoritet medverkade nu vid den i annan form framlagda socialistlagens antagande, men kort därpå brast partiets inre sammanhållning. Bismarck hade vid denna tid beslutat att bryta med frihandelspolitiken och övergå till tullskyddssystem. Detta stötte åtskilliga av de mer utpräglat liberala inom det nationalliberala partiet. Frågan om det militära septennatets förnyande blev en annan anledning till söndring, och en tredje blev förslaget om socialistlagens förnyande. Slag i saken gjordes 28 augusti 1880, då den vänstra flygeln utträdde ur partiet och bildade egen grupp, som själv kallade sig liberala föreningen, men som mest är känd under namnet secessionisterna. Därmed var det nationalliberala partiets ”stora” period slut. Det blev därefter endast ett mellanparti, som knappast någonsin fick någon ledande ställning, men som, åtminstone så länge Bennigsen stod som dess ledare, spelade en icke oviktig roll för balansen mellan partierna.

## Septennatstriden 1887
En tillfällig maktställning erhöll partiet i samband med septennatsstriden 1887, då det efter ingången valallians, den så kallade kartellen, med de tysk-konservativa och rikspartiet fördubblade sitt mandatantal i riksdagen och förhjälpte den nationella saken till seger. Under 1890-talets socialreformatoriska strävanden hade det svårt att finna sig till rätta, trots det att de viktiga programförklaringarna redan av 1884, Heidelbergförklaringen av 23 mars och Berlindeklarationen av 18 maj, som en viktig programpunkt upptagit förbättring av de arbetande klassernas sociala läge. Ett försök att öka partiets inflytande genom att särskilt arbeta bland ungdomen och genom att samla (1901) lokala nationalliberala ungdomsföreningar till ett riksförbund med säte i Köln åter anknyta till partiets gamla nationella traditioner slog mindre väl ut.

## Efter Bennigsens död 1902
En viss förvirring gjorde sig gällande inom partiets led efter Bennigsens död (1902). Det medverkade i furst Bernhard von Bülows nationella block 1907 till den ”svart-röda” majoritetens bekämpande, men övergav snart sin ställning som förmedlare mellan de konservativa och liberala blockelementen, råkade i bestämd opposition mot de förra under striden om rikskanslerens stora finansreform och gjorde intet för att hindra blockets sprängning i samband med furst Bülows avgång 1909. Klyftan mellan det konservativa och nationalliberala partiet vidgades under de följande åren, i det ungliberalerna inom det senare fick allt större inflytande och vid riksdagsvalen 1912 samverkade med framstegsvänliga folkpartiet. Socialdemokratiens stora frammarsch, främst på liberalernas bekostnad, åstadkom en reaktion mot en fortsatt glidning åt vänster, och under de följande årens allt starkare utrikespolitiska påfrestningar tog partiet allt tydligare avstånd från sina radikala kollegers ståndpunkt.

## Partiet under första världskriget
Under första världskriget bedrev partiet, trots åtskilliga inre dissonanser i fråga om mål och medel, på nytt utpräglat nationell politik och samverkade med de konservativa, när det gällde att upprätthålla uthållighetsandan emot de radikala elementens och den småningom framväxande, av centern, framstegspartiet och socialdemokraterna bestående nya riksdagsmajoritetens fredspolitik. Vid revolutionen i november 1918 blev partiet upplöst. Dess medlemmar övergick i huvudsak till de tysknationella och tyska folkpartier, som uppstod under den republikanska regimens första skede.